# Муньос, Сесар
Сесар Муньос Викунья (исп. César Muñoz Vicuña, 1929—2000) — эквадорский шахматист, национальный мастер. Инженер по профессии.
Серебряный призер чемпионата Эквадора 1962 г.
В составе сборной Эквадора участник шахматной олимпиады 1960 г. и командного первенства мира среди студентов 1957 г. (оба раза на 1-й доске)
В 1969 г. представлял Эквадор в зональном турнире.
В течение ряда лет занимал пост председателя Эквадорской спортивной ассоциации.

Большую известность принесли Муньосу победы над гроссмейстерами Ф. Олафссоном, Б. Ларсеном (обе в 1957 г.) и особенно над будущим чемпионом мира Р. Фишером (в 1960 г.). Помещая последнюю из этих партий в свою книгу «Как побеждали Бобби Фишера», Э. Меднис сопроводил ее следующим комментарием:
«Фишер всегда был (…) ниспровергателем дракона. Он проиграл в этом варианте только одну партию — но что за партию! Малоизвестный эквадорец начисто переигрывает великого Бобби в осложнениях. (…) Отметим, что, за исключением сомнительного 9… a6, сам Фишер нигде не мог бы усилить игру черных».

## Спортивные результаты
| Год  | Город           | Соревнование                                                            | + | − | = | Результат | Место |
| ---- | --------------- | ----------------------------------------------------------------------- | - | - | - | --------- | ----- |
| 1957 | Рейкьявик       | Командное первенство мира среди студентов (сборная Эквадора, 1-я доска) | 3 | 6 | 4 | 5 из 13   |       |
| 1960 | Лейпциг         | XIV Олимпиада (сборная Эквадора, 1-я доска)                             | 9 | 3 | 7 | 12½ из 19 |       |
| 1962 | Пичинча         | Чемпионат Эквадора                                                      | 9 | 2 | 2 | 10 из 13  | 2     |
| 1969 | Кито — Гуаякиль | Зональный турнир                                                        | 4 | 3 | 5 | 6½ из 12  | 7     |